# Угаб
Угаб (Нама ǃUǂgab) — ваді, вода поверхнею його піщаного річища прямує тільки декілька днів на рік, але навіть протягом більшої частини сухого сезону її підземні води зберігаються у вигляді басейнів і забезпечують важливий ресурс для тварин в Дамараленді - регіоні північної Намібії. Середній стік Угаба становить приблизно 20 млн м³/рік
Великий стік підземних вод річки Угаб робить її великою намібійською річкою. Маючи завдовжки майже 500 км, річка забезпечує водою флору і фауну (пустельний слон, жираф, гірська зебра і найбільшу популяцію чорних носорогів у світі. Тут була створена Зона Дикої Природи Угаба, щоб захистити майбутнє цих рідкісних тварин.
Вздовж ваді розкидані рожеві гранітні інзельберги (ізольовані скелясті пагорби, залишені після вулканічної активності), розсіяні по всьому регіону. Ці химерні камені були сформовані протягом багатьох років в оригінальних формах, деякі виглядають як гриби, а інші - моторошні порожнисті структури, відомі як «Скам'янілі примари».
Тут ростуть кілька видів рослин; велика частина видимої рослинності - екзотичний дикий тютюн (Nicotiana glauca). Крім того, росте багато дерев акації і кущі нари (Acanthosicyos horridus) з їх майже безликими загостреними зеленими стеблами і неймовірно великими плодами.